# Kalliope (muze)
Kalliope (Grieks: Καλλιόπη) is een dochter van Zeus, en een van de negen muzen uit de Griekse mythologie. Haar naam betekent 'met de mooie stem', en ze was de muze van het heroïsch epos (heldendicht), de filosofie en de retoriek. Haar attributen zijn de schrijftafel en schrijfstift, alsmede de perkamentrol en de bazuin. Soms kan dit ook veranderd worden in een krans van goud of laurier. Kalliope had twee zonen, Linos en Orpheus. Ze komt onder andere voor in de aanhef van Vergilius' Aeneis.